# Cantharidus antipodum
Cantharidus antipodum là một loài ốc biển trong họ Trochidae, có vỏ ở trên đỉnh, được tìm thấy chính ở New Zealand.

## Phân loài
- Cantharidus antipodum antipodum' (Hombron & Jacquinot, 1854): synonym of Cantharidus antipodum (Hombron & Jacquinot, 1848)
- Cantharidus antipoda hinemoa (Powell, 1955): synonym of Cantharidus antipodum (Hombron & Jacquinot, 1848)
- Cantharidus antipoda puysegurensis (Powell, 1939): synonym of Cantharidus puysegurensis (Powell, 1939)

## Hình ảnh

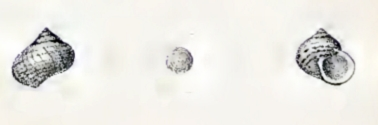